# أين في العالم يوجد أسامة بن لادن؟ (فلم)
أين في العالم يوجد أسامة بن لادن؟ هو فيلم وثائقي لعام 2008، من تأليف آدم ديل وشارك في كتابته وإنتاجه وإخراجه وبطولة مورغان سبورلوك، وهو مخرج أفلام أمريكي مستقل.
عنوان الفيلم هو مسرحية على عنوان برنامج الألعاب التلفزيوني وسلسلة ألعاب الكمبيوتر، أين في العالم كارمن ساندييغو ؟، وغيرها من موضوعات "أين في العالم". 
وكشفت وكالة المخابرات المركزية أن أسامة بن لادن نفسه كان لديه نسخة من الفيلم في مخبأه في أبوت آباد، باكستان. 

## ملخص
بعد بعض الرسوم المتحركة الكوميدية التي تتضمن زعيم القاعدة أسامة بن لادن، يُظهر الفيلم سبورلوك وهو يزور بلدانًا مختلفة مرتبطة أو متأثرة بابن لادن. ويحتوي الفيلم على مقابلات قصيرة مع العديد من الأشخاص حول بن لادن والأصولية الإسلامية، وحول الولايات المتحدة وحربها على الإرهاب. من المفترض أن سبورلوك يبحث عن بن لادن، بل إنه يسأل الناس بشكل عشوائي في الشارع عن مكان وجوده.
الفيلم يتخلله صور زوجة سبورلوك في المراحل الأخيرة من حملها. يعتمد جزء كبير من تعليقات سبورلوك على مخاوف الأب الجديد.
يزور سبورلوك المغرب ومصر والمملكة العربية السعودية والأردن وإسرائيل وأفغانستان وباكستان. وفي أفغانستان، قام بزيارة تورا بورا، تحت حراسة حوالي 21 جنديًا من الجيش الأفغاني. يظهر مسؤول حكومي محلي يريد تحويل الموقع إلى مدينة ترفيهية. يظهر سبورلوك أيضًا في دورية للجيش الأمريكي كصحفي مرافق.
يظهر سبورلوك وهو متردد في دخول المنطقة الباكستانية القريبة من الحدود الأفغانية حيث يتواجد بن لادن في ذلك الوقت، وهي منطقة مغلقة أمام الأجانب، ويقرر عدم الذهاب إلى هناك، بحجة أن الأمر لا يستحق المخاطرة. ويخلص إلى أن الناس في البلدان التي زارها هم أناس عاديون مثله ومثل الجمهور.
ويخمن سبورلوك أن بن لادن من المحتمل أن يكون مختبئًا في أبوت آباد، باكستان، حيث تم العثور عليه بعد ثلاث سنوات. 

## استقبال
تلقى الفيلم استقبالا متباينا من النقاد. حصل الفيلم على موقع روتن توميتوز، على نسبة موافقة 38% بناءً على 108 مراجعة، بمتوسط تقييم 4.90/10.

## روابط خارجية
- في العالم يوجد أسامة بن لادن؟ (فلم)/ أين في العالم يوجد أسامة بن لادن؟ (فلم) في روتن توميتوز.
- Where in the World Is Osama Bin Laden? at Box Office Mojo
- [http://allmovie.com/movie/v426655 Where in the World Is Osama Bin Laden?

] على موقع أول موفي.
- Where in the World is Osama Bin Laden? نسخة محفوظة 2008-03-16 على موقع واي باك مشين. at sundance.org